# La maledicció de Damien
La maledicció de Damien (títol original: Damien: Omen II) és una pel·lícula dels Estats Units dirigida per Don Taylor, estrenada el 1978. És continuació de La profecia (1976) de Richard Donner. Ha estat doblada al català.

## Argument
Després de la mort dels seus pares, Damien Thorn és criat pel seu oncle Richard. Entra a una escola militar amb el seu cosí Marc, però noves morts estranyes desperten les sospites del seu oncle. Richard Thorn descobrirà les circumstàncies de la mort del seu germà i l'autèntica identitat del seu nebot, Damien, que no és altre que l'Anticrist. Al mateix temps, Damien el descobrirà, i aprendrà a controlar el poder del mal amb la finalitat de complir el seu destí.

## Repartiment
- William Holden: Richard Thorn
- Lee Grant: Ann Thorn
- Jonathan Scott-Taylor: Damien Thorn
- Robert Foxworth: Paul Buher
- Nicholas Pryor: El Doctor Charles Warren
- Lew Ayres: Bill Atherton
- Sylvia Sidney: tia Marion
- Lance Henriksen: el sergent Daniel Neff
- Elizabeth Shepherd: Joan Hart
- Lucas Donat: Mark Thorn
- Allan Arbus: Pasarian
- Fritz Ford: Murray
- Meshach Taylor: El Doctor Kane
- John J. Newcombe: Teddy
- John Charles Burns: Butler
- Ian Hendry: Michael (No surt als crèdits)
- Robert E. Ingham: el professor

## Producció

### Casting
Pel la primera pel·lícula, el paper principal va ser proposat a William Holden, que va refusar, no volent actuar en una pel·lícula sobre el Diable. Després de l'èxit comercial de la pel·lícula, accepta finalment tenir el primer paper en aquesta continuació.

### Rodatge
El rodatge s'ha desenvolupat als Estats Units, sobretot en els estudis de la 20th Century Fox de Century City, a Illinois (Chicago, Lake Forest), a Wisconsin (Delafield, Eagle River, Lake Geneva) i a Israel (Acre i Kokhav ha Yarden), del 2 d'octubre de 1977 el gener de 1978.
El director Mike Hodges havia començat a rodar algunes escenes. Però va ser ràpidament reemplaçat per Don Taylor, per discrepàncies artístiques amb la producció. Les escenes en qüestió (la fàbrica, l'escola militar, el sopar on la tia Marion es preocupa per Damien) seran tanmateix conservades en el muntatge final.

### Música
La música de la pel·lícula va ser composta per Jerry Goldsmith, com per la primera pel·lícula. La va gravar en principi als Estats Units, però la B.O. es va tornar a registrar a Anglaterra per raons financeres. Els enregistraments van ser dirigits per Lionel Newman. Varèse Sarabande edita el 2001 la totalitat dels enregistraments.
Llista dels títols
1. My Title (5:03)
2. Runaway Train (2:38)
3. Claws (3:14)
4. Thoughtful Night (3:05)
5. Broken Ice (2:19)
6. Fallen Temple (2:55)
7. I Love You, Mark (4:37)
8. Shafted (3:00)
9. The Knife (3:21)
10. End Title (All The Power) (3:24)
11. Number of the Beast (1:33)
12. The Daggers (1:56)
13. Thoughtful Night (2:36)
14. All The Power and End Title (3:14)

## Premis
- Premis Saturn 1979: nominació al premi als millors efectes especials per Ira Anderson Jr.[4]
- Premis Motion Picture Sound Editors 1979: millor muntatge audio de diàlegs, millor muntatge audio d'efectes sonors